# Hard Day
"Hard Day" là một bài hát của nghệ sĩ thu âm người Anh quốc George Michael nằm trong album phòng thu đầu tay của ông, Faith (1987). Nó được phát hành như là đĩa đơn thứ ba trích từ album ở Hoa Kỳ và Úc vào ngày 30 tháng 10 năm 1987 bởi Columbia Records. Tương tự như phần còn lại của album, bài hát được viết lời và sản xuất bởi Michael. "Hard Day" là một bản electro kết hợp với những yếu tố từ funk mang nội dung đề cập đến tình cảm của một người đàn ông đối với một người phụ nữ và sự ám ảnh của anh đối với cô, trong đó ở đoạn cuối của bài hát, Michael hóa thân thành cô gái thông qua việc thay đổi giọng nói, tương tự như phong cách của Prince với việc xây dựng một hình tượng nhân vật đại diện cho khía cạnh nữ tính của ông Camille.
Sau khi phát hành, "Hard Day" nhận được những phản ứng tích cực từ các nhà phê bình âm nhạc, trong đó họ đánh giá cao sự sáng tạo trong âm nhạc cũng như quá trình sản xuất nó. Do chỉ được phát hành giới hạn, nó đã không thể lọt vào bảng xếp hạng thuộc bất kỳ quốc gia nào. Tại Hoa Kỳ, bài hát đã không được phát hành làm đĩa đơn thương mại nên không thể xuất hiện trên bảng xếp hạng Billboard Hot 100 theo quy định lúc bấy giờ, nhưng vươn đến top 5 trên bảng xếp hạng Hot Dance Club Songs và top 40 trên bảng xếp hạng Hot R&B/Hip-Hop Songs của Billboard. Không có video ca nhạc nào đã được thực hiện cho "Hard Day", mặc dù nó đã được trình diễn trong nhiều chuyến lưu diễn trong sự nghiệp của Michael.

## Danh sách bài hát
Đĩa 12" tại Úc
1. "Hard Day" (The Shep Pettibone phối) – 8:31
2. "Hard Day" (radio chỉnh sửa) – 4:11
3. "I Want Your Sex" (Monogamy phối) – 13:12

Đĩa 12" tại Hoa Kỳ
1. "Hard Day" (The Shep Pettibone phối) – 8:31
2. "Hard Day" (radio chỉnh sửa) – 4:11

## Xếp hạng
| Bảng xếp hạng (1987)                     | Vị trí cao nhất |
| ---------------------------------------- | --------------- |
| Hoa Kỳ Dance Club Songs (Billboard)      | 5               |
| Hoa Kỳ Hot R&B/Hip-Hop Songs (Billboard) | 21              |